# Amathus
Amathus ali Amathous (starogrško Ἀμαθοῦς) je bilo starodavno mesto in eno od starodavnih kraljevih mest na Cipru do okoli leta 300 pr. n. št. Nekaj njegovih impresivnih ostankov je danes mogoče videti na južni obali pred Agios Tychonas, približno 24 milj zahodno od Larnake in 9,7 km vzhodno od Limassola. Njegovo starodavno kultno svetišče Afrodite je bilo drugo najpomembnejše na Cipru, njeni domovini, takoj za Pafosom.
Na najdišču so se nedavno nadaljevala arheološka dela in številne najdbe so razstavljene v muzeju v Limassolu.

## Zgodovina

### Prazgodovina in antika
Prazgodovina Amathusa je ohranjena tako v mitu kot v arheologiji. Arheologija je zaznala človeško dejavnost od najzgodnejše železne dobe, ok. 1100 pred našim štetjem.
Legendarni ustanovitelj mesta je bil Cinyras, povezan z rojstvom Adonisa, ki je mesto imenoval po svoji materi Amathous. Po različici legende o Ariadni, ki jo je zabeležil Plutarh, je Tezej Ariadno zapustil v Amathousi, kjer je umrla ob rojstvu otroka in bila pokopana v sveti grobnici. Po Plutarhovem viru so Amatujci sveti gaj, kjer je bilo njeno svetišče, imenovali Afroditin Ariadnin gozd. Bolj čisto helenski mit bi trdil, da je Amathus namesto tega naselil eden od Heraklejevih sinov, kar bi pojasnilo dejstvo, da so ga tam častili.
V antiki so govorili, da so bili ljudje iz Amathusa avtohtoni, najverjetneje Eteokiprijci ali "Pelazgi". Njihov negrški jezik na tem mestu potrjujejo eteociprski napisi v ciprski zlogovni pisavi, ki je edino v egejskem svetu preživelo propad bronaste dobe in se uporabljalo vse do 4. stoletja pr. n. št.
Amathus je bil zgrajen na obalnih pečinah z naravnim pristaniščem in se je razcvetel že zgodaj, kmalu pa je bilo potrebnih več pokopališč. Grki z Evbeje so svojo keramiko pustili v Amathusu iz 10. stoletja pr. n. št. V postfeničanskem obdobju 8. stoletja pr. n. št. je bila postavljena palača in zgrajeno pristanišče, ki je služilo trgovini z Grki in Levantinci. Posebno grobišče za dojenčke, tophet je služilo kulturi Feničanov. Za Helene je bil visoko na pečini zgrajen tempelj, ki je postal kraj čaščenja, posvečen Afroditi, v njeni posebni lokalni prisotnosti kot Afrodita Amatuzija skupaj z bradatim moškim, imenovanim Afroditos. Izkopavanja so odkrila zadnjo fazo Afroditinega templja, znanega tudi kot Aphrodisias, ki sega približno v 1. stoletje pr. n. št. Po legendi je tam potekala praznična Adonia, v kateri so se športniki med športnimi tekmovanji pomerili v lovu na divje prašiče; pomerili so se tudi v plesu in petju, vse v čast Adonisu.
Najzgodnejši ostanki, ki so jih doslej našli na tem mestu, so grobnice iz obdobja zgodnje železne dobe grško-feničanskih vplivov (1000-600 pr. n. št.). Amathus je identificiran s Kartihadastijem (feničansko »novo mesto«) na ciprskem seznamu poklonov Esarhadona iz Asirije (668 pr. n. št.). Vsekakor je ohranil močne feničanske simpatije, saj je prav njegova zavrnitev pridružitve filhelenski ligi Onesila iz Salamisa izzvala upor Cipra od Ahemenidske Perzije v letih 500–494 pr. n. št., ko je bil Amathus neuspešno oblegan in se je maščeval z zajetjem. in usmrtitev Onesila. Herodot poroča:
"Ker jih je oblegal, so Amathuzijci odsekali Onesilosovo glavo in jo prinesli v Amathous, kjer so jo obesili nad vrata. Ko je visela tam prazna, je vanj vstopil roj čebel in ga napolnil s satjem. Ko so iskali nasvet glede tega dogodka, jim je orakelj rekel, naj odnesejo glavo in jo pokopljejo ter naj vsako leto žrtvujejo Onesilosa kot junaka, češ da bi bilo zanje bolje, če bi to storili. Amatuzijanci so storili, kot jim je bilo ukazano, in še vedno izvajajo te obrede v mojih dneh." (Zgodovina 5.114)
Amathus je bilo bogato in gosto naseljeno kraljestvo s cvetočim poljedelstvom (žito in ovce) in rudniki bakra, ki so bili zelo blizu severovzhodnega Kalavasosa.

### Helenistično obdobje
Okoli 385–380 pr. n. št. je filhelenu Evagoru I. iz Salamisa podobno nasprotoval Amat, povezan s Citiumom in Solijem; in celo po Aleksandru se je mesto uprlo priključitvi in je bilo zavezano dati talce Selevku. Njegovega političnega pomena je bilo zdaj konec, vendar je njegov tempelj Adonisa in Afrodite Amatuzije ostal slaven tudi v rimskih časih. Epitet Amathusia v rimski poeziji pogosto pomeni malo več kot "Ciprčan", vendar potrjuje slavo mesta.
Iz 4. stoletja pr. n. št. sta ohranjena podstavka dveh kipov, ki ju je podaril zadnji bazilej iz Amathusa, Androkles, ki predstavljata njegova dva sinova, Oresteja in Andragora. Napisi so v eteociprskem in grškem jeziku.
Zaton Amathusa se pogosto meri s Ptolemajevimi darili Argosu, kjer je Amathus v letih 170–160 pr. n. št. podaril samo 40 drahem, Kition in Salamis pa 208, Kourion 172 in Pafos 100. Vendar je ta številka v nasprotju z arheološkimi dokazi o novih zgradbah v tem obdobju, vključno z balnejonom, kopališčem, telovadnico, pa tudi utrdbe akropole, vključno z novim stolpom. Zdi se, da je pristanišče Pafos izgubilo promet v primerjavi z Amathusom v Ptolemajskem obdobju, kar kaže, da je Pafos kot glavno mesto otoka morda ponujal manj drahem kot druga mesta iz različnih razlogov, kot je Amathus.

### Rimsko obdobje
V rimski dobi je Amathus postal glavno mesto ene od štirih upravnih regij Cipra.
Rimski tempelj je bil zgrajen v 1. stoletju našega štetja na vrhu helenističnega predhodnika. Tempeljski objekti so ostali tako pomembni v rimskih časih, da se je "Amathusia" uporabljalo kot sinonim za "ciprsko".

### Pozna antika in srednji vek
Kasneje, v 4. stoletju našega štetja, je Amazus postal sedež krščanskega škofa in je še naprej cvetel do bizantinskega obdobja. Od njenih škofov je bil Heliodor na kalcedonskem koncilu leta 451 in Aleksander na drugem nicejskem koncilu leta 787. V poznem 6. stoletju se je v Amathusu rodil sveti Janez Eleimonas (Janez Dobrodelni), zaščitnik viteškega reda in po letu 614 poslal Teodorusa, škofa iz Amathusa, v Jeruzalem, da odkupi nekaj sužnjev.[21][22]
Danes je Amathus sedež Ciprske cerkve in je tudi naveden (pod imenom "Amathus na Cipru", da se razlikuje od "Amathusa v Transjordaniji") kot naslovni sedež katoliške cerkve, ki pa v skladu s prakso, sprejeto po drugem vatikanskem koncilu, od smrti zadnjega latinskega naslovnega škofa leta 1984 ni izvajal nobenih imenovanj za škofovstvo.
Anastasius Sinaita, slavni pisatelj, plodovit menih iz 7. stoletja iz samostana svete Katarine, je bil rojen tukaj. Domneva se, da je zapustil Ciper po arabski osvojitvi otoka leta 649, se odpravil v Sveto deželo in na koncu postal menih na Sinaju.
Amathus je nazadoval in je bil že skoraj zapuščen, ko je Rihard I. Levjesrčni leta 1191 osvojil Ciper z zmago nad Izakom Komnenom. Grobnice so izropali in kamne iz čudovitih zgradb pripeljali v Limassol, da bi jih uporabili za nove gradnje. Veliko kasneje, leta 1869, so veliko število kamnitih blokov iz Amathusa uporabili za gradnjo Sueškega prekopa. Njegovo mesto označuje porušena bizantinska cerkev.

### Sodobnost
Novo naselje blizu Amatusa, vendar dlje v notranjosti, Agios Tychonas, je poimenovano po škofu svetem Tihonu iz Amathusa. Mesto ruševin je znotraj meja te vasi, čeprav je širitev turističnega območja Limassol ogroža ruševine: špekulira se, da so nekateri hoteli na vrhu nekropole Amathus.

## Aheološko najdišče
Mesto je izginilo, razen drobcev obzidja in velike kamnite žare na akropoli iz 6. stoletja pr. n. št., od katere je bila podobna posoda leta 1867 odnesena v Musée du Louvre. Visoka je 1,85 m in tehta 14 ton. Narejena je bila iz enega kosa kamna in ima štiri ukrivljene ročaje, na katerih so izklesani biki. V 1870-ih je Luigi Palma di Cesnola izkopaval nekropolo Amathus, tako kot drugod na Cipru, in obogatil zgodnje zbirke Metropolitanskega muzeja umetnosti; nekateri predmeti so šli v Britanski muzej. Sodobnejša arheološka skupna ciprsko-francoska izkopavanja so se začela leta 1980 in še vedno trajajo. Izkopani so bili akropola, Afroditin tempelj, agora, mestno obzidje, bazilika in pristanišče.
Nadaljnji arheološki predmeti, najdeni med izkopavanji, so shranjeni tako v Ciprskem muzeju v Nikoziji kot v okrožnem arheološkem muzeju Limassol.
V agori so marmorni stebri, okrašeni s spiralami, in ogromni tlakovani kvadrati. Na obalni strani mesta stoji zgodnjekrščanska bazilika z mozaičnimi tlemi, okrašenimi s poldragimi kamni. Nadalje, v bližini terasaste ceste, ki vodi do templja, ki je na vrhu pečine, je bilo odkritih več hiš, zgrajenih v vrsti iz helenističnega obdobja. Na vzhodnem in zahodnem robu mesta sta dve akropoli, kjer so našli številne grobnice, od katerih jih je veliko nedotaknjenih.
Dve majhni svetišči z votivnimi darovi iz terakote grško-feničanske dobe ležita nedaleč stran, vendar lokacija velikih svetišč Adonisa in Afrodite ni bila ugotovljena (M. Ohnefalsch-Richter, Kypros, i. pogl. 1).

## Galerija
- Amfora iz grobnice 52, Amathus, 6. st. pr. n. št., Britanski muzej
- in situ kopija masivne kamnite vaze (izvirnik v Louvru)
- Originalna vaza prenesena v Louvre